# Sadki (gmina)

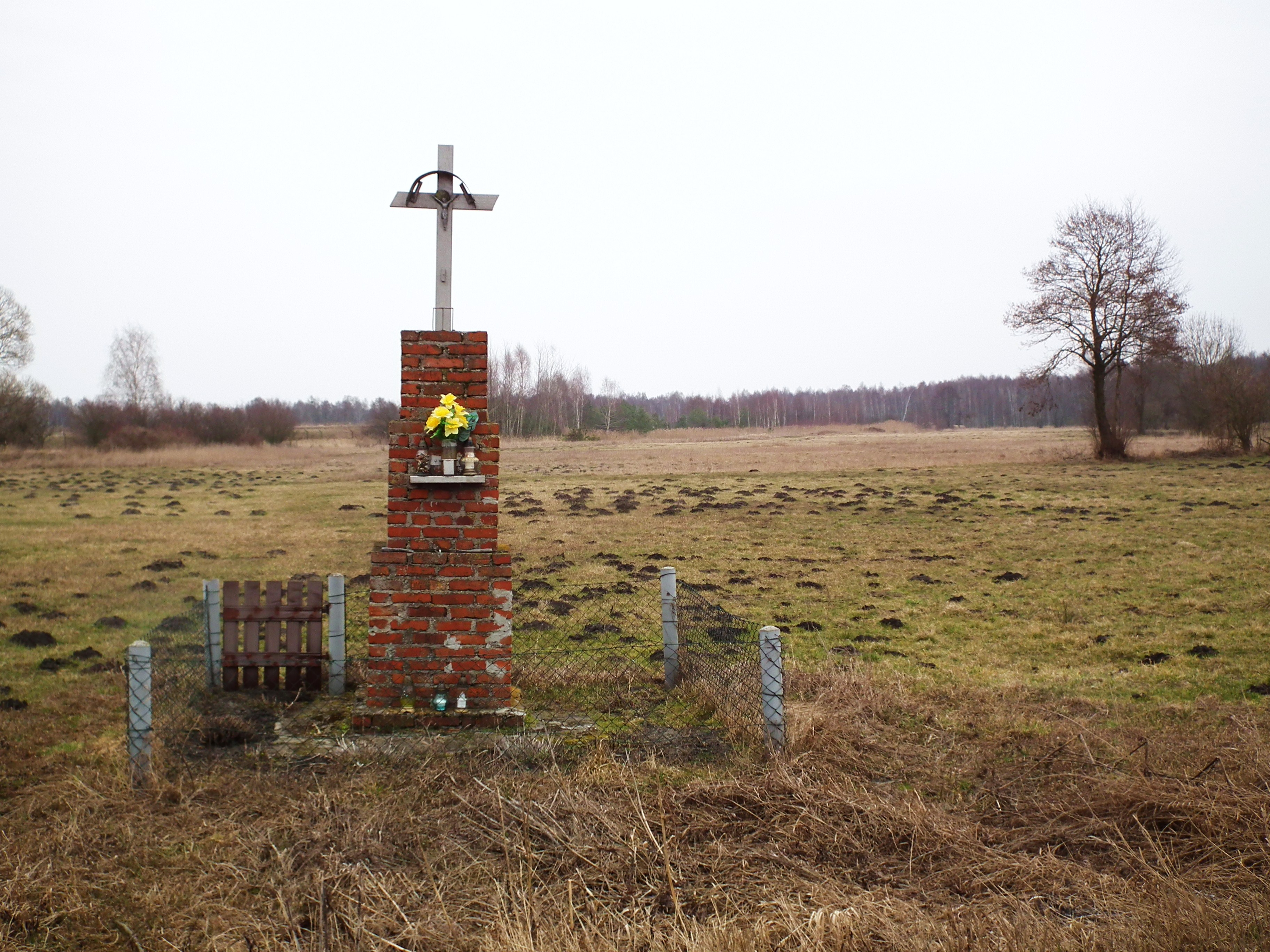
Nadnotecki krajobraz gminy (okolice Samostrzela)

Sadki – gmina wiejska w Polsce położona w województwie kujawsko-pomorskim, w powiecie nakielskim. 
W latach 1975–1998 gmina administracyjnie należała do województwa bydgoskiego.
Siedzibą gminy są Sadki.
Według danych z 31 grudnia 2007 gminę zamieszkiwało 7168 osób.

## Geografia

### Struktura powierzchni
Według danych z roku 2002 gmina Sadki ma obszar 153,69 km², w tym:
- użytki rolne: 74%
- użytki leśne: 15%

Gmina stanowi 13,72% powierzchni powiatu.

### Położenie
Gmina Sadki leży w środkowo-zachodniej części województwa kujawsko-pomorskiego, granicząc od północnego zachodu z województwem Wielkopolskim (gminy Wyrzysk i Łobżenica), od północy z gminą Mrocza, od wschodu z gminą Nakło, a od południa wspólną granicę z gminą Kcynia stanowi rzeka Noteć.
Zgodnie z fizyczno-geograficznym podziałem według J. Kondrackiego gmina Sadki wchodzi w skład takich jednostek, jak:
- Makroregion Pojezierze Południowopomorskie, Mezoregion Pojezierze Krajeńskie, który obejmuje większą północno-środkową część gminy,
- Makroregion Pradolina Toruńsko-Ebestrwaldzka, Mezoregion Dolina Środkowej Noteci. Obejmuje on południową część gminy, której granicę stanowi rzeka Noteć.

Większą część obszaru gminy obejmuje płaska i niskofalista wysoczyzna morenowa Pojezierza Krajeńskiego, położona na wysokości ok. 90–100 m n.p.m. Rzeźbę terenu powstałą w wyniku ostatniego zlodowacenia charakteryzują deniwelacje rzędu 10–15 m oraz liczne dolinki i zagłębienia – pozostałość po wodach roztopowych i bryłach martwego lodu.
W pradolinie można wyróżnić cztery poziomy teras:
- terasa zalewowa na poziomie – 50–55 m n.p.m.
- terasa dolinna – 55–60 m n.p.m.
- terasa środkowa – 60–70 m n.p.m.
- terasa górna – 70–77 m n.p.m.

Na granicy wysoczyzny morenowej i Pradoliny Noteci ukształtowała się stromo opadająca krawędź o deniwelacji 20–40 m. Nachylenie tej krawędzi w wielu miejscach przekracza 20°. Cały obszar gminy pokrywają utwory czwartorzędowe, jako pozostałość dwóch ostatnich zlodowaceń – środkowopolskiego i bałtyckiego.
Na obszarze wysoczyzny występują głównie gliny zwałowe przedzielone utworami fluwioglacajnymi, piaskami, iłami i mułkami z okresu międzylodowcowego. Obszar Doliny Noteci budują głównie utwory pochodzenia organicznego – torfy i gytia – podścielone głębiej piaskami akumulacji rzecznej i wodnolodowcowej. Miąższość utworów plejstoceńskich waha się w granicach 40–80 m, miejscami przekracza 100 m.

### Klimat
Gmina Sadki należy, według podziału na dzielnice rolniczo-klimatyczne R. Gumińskiego, do dzielnicy nadnoteckiej. Dzielnica ta charakteryzuje się optymalnymi warunkami klimatycznymi. Średnia roczna temperatura wynosi 8 °C, lipca 17,6 °C, stycznia -3 °C. Dni z temperaturą poniżej 0 °C jest w roku 117–120, z temperaturą powyżej 25 °C ok. 28.
Opady atmosferyczne należą do najniższych w kraju i wynoszą ok. 475 mm. Największa ilość opadów przypada na okres od maja do września (293 mm). Specyficznym mikroklimatem cechuje się obszar pradoliny, gdzie temperatury minimalne przy gruncie, jak również powietrza były o 2,3 °C niższe niż na wysoczyźnie. Wielkość opadów w pradolinie i na wysoczyźnie jest zbliżona, natomiast wilgotność powietrza jest w pradolinie wyższa.
Klimat charakteryzuje się w tym rejonie występowaniem dość silnych wiatrów, zwłaszcza zimą i wczesną wiosną. Największy udział mają wiatry z kierunków zachodnich i południowych. Klimat na terenie gminy można zaliczyć do klimatu przejściowego od dzielnicy „pomorskiej” (chłodnej i wilgotnej) do dzielnicy „środkowej” (ciepłej i suchej).

### Gleby
Na obszarze wysoczyzny morenowej pojezierza krajeńskiego w występującej mozaice gleb przewagę mają wytworzone z glin i piasków zwałowych gleby pseudobielicowe i brunatne. Gleby te wytworzone najczęściej z piasków całkowitych naglinowych i glin spiaszczonych zajmują niewielki procent powierzchni – ok. 3%. Występują one głównie na terenach równinnych, wzdłuż dolin cieków, na zalegających wzdłuż nich piaskach – utworach fluwioglacyjnych. Największy udział mają gleby brunatne właściwe i wyługowane – ok. 80% – wytworzone z glin i piasków naglinowych.
Obszary obniżeń terenowych i zabagnionych dolinek zajmują czarne ziemie reprezentowane przez czarne ziemie właściwe oraz czarne ziemie zdegradowane. Gleby te budują utwory o składzie piasków glinistych lekkich na glinie, piasków gliniastych mocnych lub glin lekkich całkowitych. Gleby te zajmują ogółem 4,2% powierzchni. W bardzo małej ilości spotyka się na tym obszarze mady (0,1%), o składzie glin lekkich całkowitych.
W dolinie Noteci zalegają gleby hydrogeniczne wchodzące w skład takich typów, jak: gleby torfowe i murszowo-torfowo, gleby mułowo-torfowe, gleby murszowo-mineralne i murszaste. Zajmują one ogółem ok. 13,0% powierzchni użytków rolnych i stanowią głównie użytki zielone.

### Lasy
Według rejonizacji przyrodniczo-leśnej lasy gminy Sadki położone są w zasięgu Wielkopolsko-Pomorskiej, Dzielnicy Pojezierza Krajeńskiego – mezoregionie Wysoczyzny Krajeńskiej – w północnej i środkowej części gminy oraz w dzielnicy Niziny Wielkopolsko-Kujawskiej, mezoregionie Doliny Środkowej Noteci – na południu gminy. Lasy gminy charakteryzują się znacznym rozdrobnieniem obszarowym oraz dużą różnorodnością siedlisk leśnych. Dominującym typem siedliskowym jest las mieszany i las liściasty ze znacznym udziałem olesów.
Struktura gatunkowa drzewostanów w gminie Sadki przedstawia się następująco:
- sosna pospolita – 48%
- dąb szypułkowy – 21%
- jesion wyniosły – 5%
- olsza czarna – 14%
- brzoza brodawkowata – 12%

Wśród gatunków domieszkowych najliczniej występują: świerk pospolity, dąb bezszypułkowy, klon pospolity, klon jawor, buk pospolity, lipa drobnolistna, modrzew europejski, grab pospolity, topola osika. Lasy są też ostoją licznie reprezentowanych tu gatunków zwierząt łownych, z których do zwierzyny grubej zalicza się: łoś, jeleń europejski, sarna, daniel, muflon oraz zwierzyny drobnej i ptactwa łownego m.in.: zając szarak, lis, jenot, piżmak amerykański, bażant łowny, kuropatwa, gęś gęgawa, kaczka krzyżówka.
Na terenie gminy znajduje się 5 obwodów łowieckich:
1. Obwód łowiecki nr 122 o pow. 6600 ha
2. Obwód łowiecki nr 111 o pow. 3361 ha
3. Obwód łowiecki nr 110 o pow. 1203 ha
4. Obwód łowiecki nr 99 o pow. 1314 ha
5. Obwód łowiecki nr 132 o pow. 7929 ha

### Ochrona przyrody
Na terenie gminy znajduje się Rezerwat przyrody Borek chroniący las łęgowy olszowo-jesionowy i grąd subkontynentalny kokoryczkowy.

## Demografia

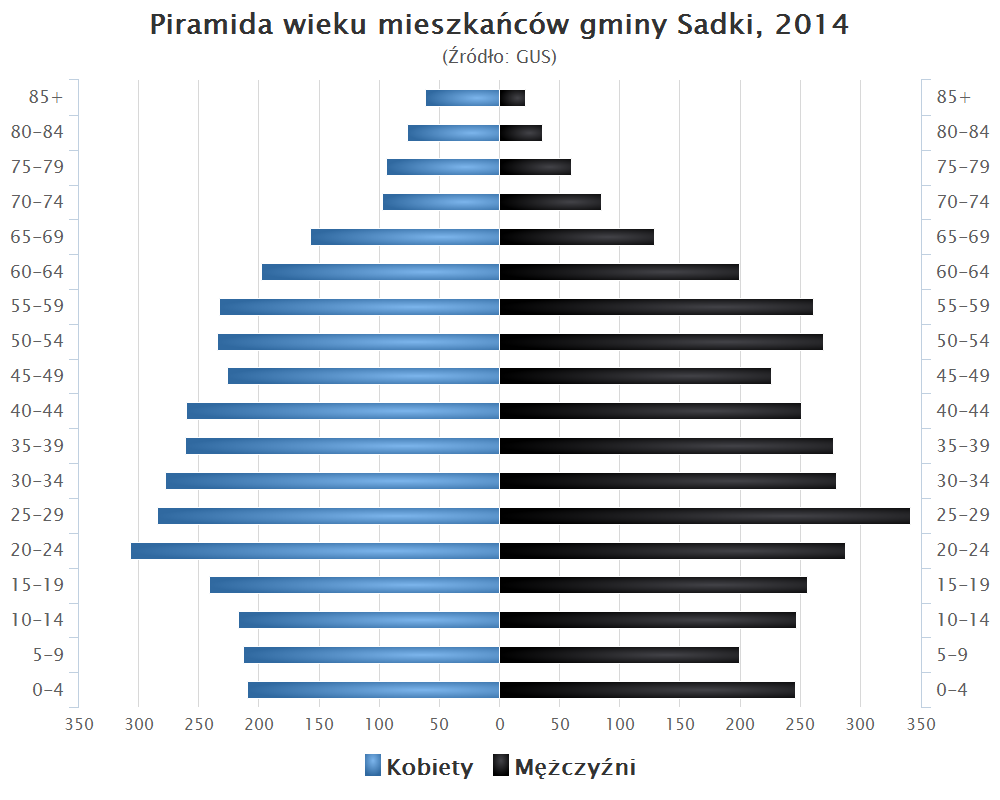
Piramida wieku mieszkańców gminy Sadki w 2014 roku

Dane z 31 grudnia 2007:
| Opis                              | Ogółem | Ogółem | Kobiety | Kobiety | Mężczyźni | Mężczyźni |
| --------------------------------- | ------ | ------ | ------- | ------- | --------- | --------- |
| jednostka                         | osób   | %      | osób    | %       | osób      | %         |
| populacja                         | 7168   | 100    | 3611    | 50,4    | 3557      | 49,6      |
| gęstość zaludnienia (mieszk./km²) | 47     | 47     | 24      | 24      | 23        | 23        |

## Komunikacja
Przez gminę przebiega droga krajowa nr 10, stanowiąca główne połączenie między Szczecinem a Warszawą, oraz linia kolejowa Piła – Bydgoszcz. Przez gminę przepływa rzeka Noteć, która wraz z Kanałem Bydgoskim stanowi część ważnego szlaku wodnego Wschód – Zachód, łączącego Wisłę z Odrą oraz przez system kanałów z Europą Zachodnią.
Dostępność komunikacyjną gminy podnosi także bliskość międzynarodowego portu lotniczego w Bydgoszczy, odległego od Sadek o ok. 45 km.

## Sąsiednie gminy
Kcynia, Łobżenica, Mrocza, Nakło nad Notecią, Wyrzysk